# SN 1996af
SN 1996af – supernowa nieznanego typu odkryta 12 czerwca 1996 roku w galaktyce A222831-6858. W momencie odkrycia miała maksymalną jasność 19,50m.